# Vital du Four
Vital du Four (tudi Vitalis de Furno), francoski frančiškan, filozof skotist, teolog in kardinal, * 1260, Bazas, Akvitanija, Francija, † 1327, Avignon. 
Leta 1312 je bil razglašen za kardinala in leta 1321 za škofa mesta Albano, ki je blizu Rima.
Velja za avtorja vplivnega skotističnega besedila »De rerum principio«, ki se je vse do 20. stoletja smatralo za Duns Skotovo delo. Zato Vitalovega traktata ne smemo zamenjati s Skotovim pravim delom »Tractatus de primo principio« (Razprava o prvem počelu).